# Bull-Nunatak
Der Bull-Nunatak ist ein inselartiger und 175 m hoher Nunatak vor der Nordenskjöld-Küste des Grahamlands auf der Antarktischen Halbinsel. Er liegt 5 km westlich des Bruce-Nunatak in der Gruppe der Robbeninseln.
Kartiert wurde er 1902 von Teilnehmern der Schwedischen Antarktisexpedition (1901–1903). Otto Nordenskjöld, Leiter der Expedition, benannte ihn nach dem norwegischen Polarforscher Henryk Bull (1844–1930).